# Hans Mortensen

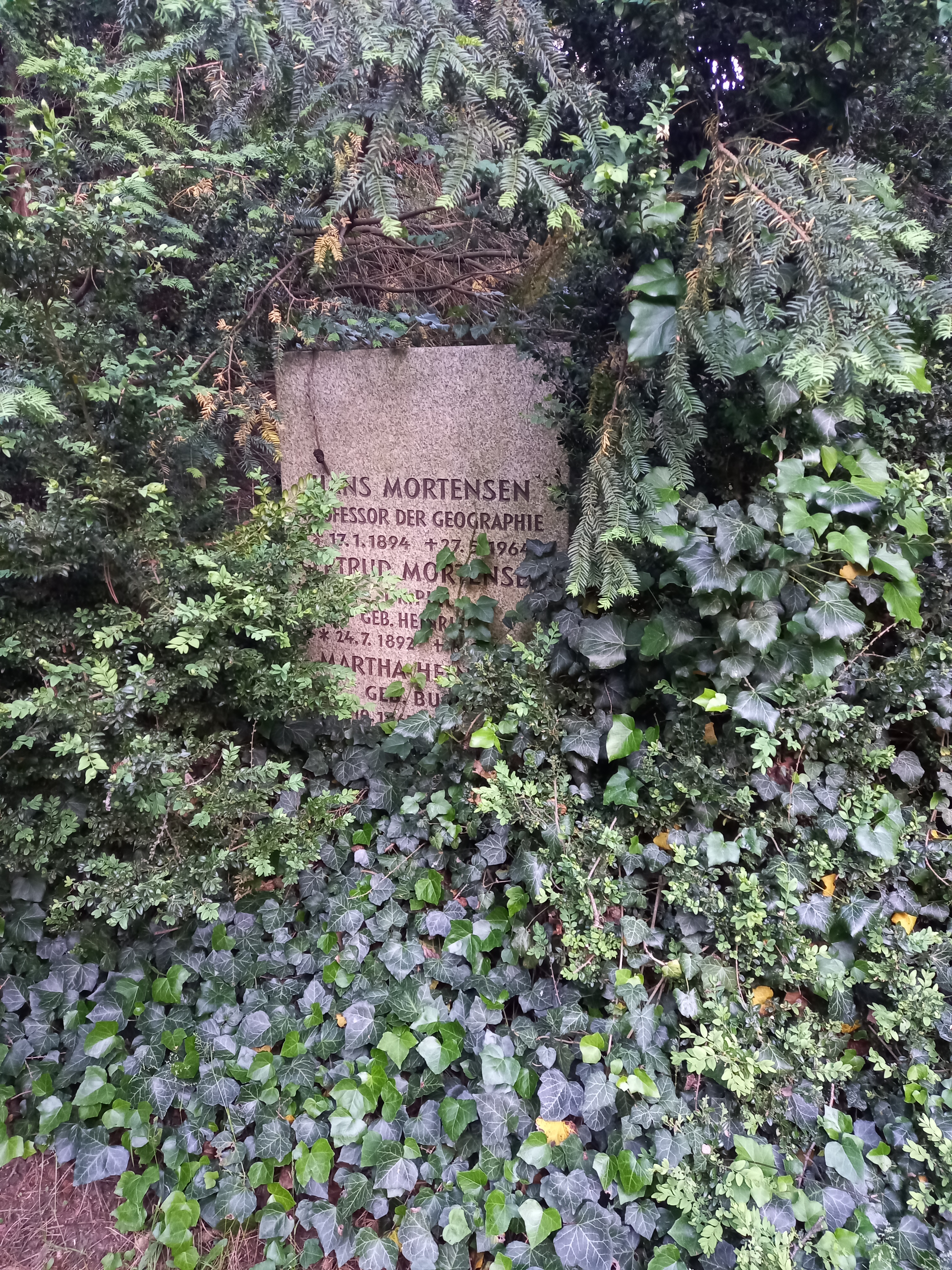
Das Grab von Hans Mortensen und seiner Ehefrau Gertrud geborene Heinrich auf dem Stadtfriedhof Göttingen

Hans Mortensen (* 17. Januar 1894 in Berlin; † 27. Mai 1964 in Göttingen) war ein deutscher Geograph. Seine Forschungsschwerpunkte lagen in der historischen Siedlungsgeographie und der Geomorphologie.

## Leben
Nach der Promotion 1920 an der Universität Königsberg und der Habilitation 1922 in Königsberg in Preußen lehrte er als Professor 1930 in Riga, 1931 in Freiburg und von 1935 bis zur Emeritierung 1959 als Ordinarius an der Georg-August-Universität Göttingen. Im Jahr 1934 forschte er, befürwortet von der DFG, mit seiner Ehefrau über litauische Siedlungen in Ostpreußen. Mortensen gehörte zum Wissenschaftlichen Beirat der völkisch orientierten Nord- und Ostdeutschen Forschungsgemeinschaft. Ab 1958 war er Direktor des Instituts für historische Landesforschung Niedersachsen. Mortensen war Ehrendoktor der Freien Universität Berlin, Träger der Franz-von-Hauer-Medaille der Österreichischen Geographische Gesellschaft (1956), der Ferdinand-von-Richthofen-Medaille der Gesellschaft für Erdkunde zu Berlin (1962) und des Großen Bundesverdienstkreuzes, sowie Mitglied der Akademie der Wissenschaften zu Göttingen, der Leopoldina und der Österreichischen Akademie der Wissenschaften.
Teile von Mortensens Nachlass befinden sich im Archiv für Geographie des Leibniz-Instituts für Länderkunde in Leipzig und dem Geheimen Staatsarchiv Preußischer Kulturbesitz in Berlin.

## Schriften (Auswahl)
- Die Morphologie der samländischen Steilküste auf Grund einer physiologisch-morphologischen Kartierung des Gebietes. Hamburg 1921, OCLC 459683718.
- Siedlungsgeographie des Samlandes. Stuttgart 1923, OCLC 29818359.
- Der Formenschatz der nordchilenischen Wüste. Ein Beitrag zum Gesetz der Wüstenbildung. Berlin 1927, OCLC 1069811318.
- Warum fehlt die ordenszeitliche deutsche Bauernsiedlung im Baltikum?. Göttingen 1944, OCLC 882497978.